# Ceuthomantis
Ceuthomantis é um gênero de anfíbios da família Craugastoridae. Está distribuída na planalto das Guianas.

## Taxonomia
São reconhecidos quatro espécies para este gênero:
- Ceuthomantis aracamuni (Barrio-Amorós & Molina, 2006)
- Ceuthomantis cavernibardus (Myers & Donnelly, 1997)
- Ceuthomantis duellmani Barrio-Amorós, 2010
- Ceuthomantis smaragdinus Heinicke, Duellman, Trueb, Means, MacCulloch & Hedges, 2009